# Petru Racu
Petru Racu, född 17 juli 1987 i Chişinău, är en moldavisk fotbollsspelare som spelar för Petrolul Ploiești.

## Klubbkarriär
Racu blev värvad till IFK Norrköping från FC Zimbru 2007. Övergången möjliggjordes bland annat bidrag från IFK Norrköpings fans som samlat pengar sedan klubben åkte ur Allsvenskan. Han var skadebenägen under sin debutsäsong men väl på plan fick han mycket beröm.
Under säsongen 2008 var han utlånad till finska klubben MyPa. Från att ha värvats som forward har han spelat mittfältare, men under säsongen 2009 började han spela som mittback, en position han fortsatte på säsongen 2010. 
Den 6 februari 2012 skrev Racu på för danska FC Hjörring, ett kontrakt som sträckte sig fram till sommaren 2012. Den 7 juni 2012 fick Racu sparken av FC Hjörring. Anledningen till detta var att han valde spel i landslaget trots att klubben inte tillåtit det.

## Landslagskarriär
I augusti 2010 blev han kallad till det moldaviska landslaget, och han gjorde sin debut i en vänskapsmatch mot Georgien. Senare under EM-kvalet gjorde han sin tävlingsdebut, då han spelade från start i förlustmatchen mot Ungern.

## Privatliv
Racu gifte sig sommaren 2008 med bågskytten Mix Haxholm. Äktenskapet upplöstes genom skilsmässa 2015. De fick inga barn tillsammans.